# Селенид плутония
Селенид плутония — бинарное неорганическое соединение
плутония и селена
с формулой PuSe,
чёрные кристаллы,
не растворяется в воде.

## Получение
- Реакция триселенида диплутония и тригидрида плутония:

{\displaystyle {\mathsf {2Pu_{2}Se_{3}+2PuH_{3}\ {\xrightarrow {1600^{o}C}}\ 4PuSe+3H_{2}}}}
- Сплавление стехиометрических количеств чистых веществ:

{\displaystyle {\mathsf {Pu+Se\ {\xrightarrow {220-1000^{o}C}}\ PuSe}}}

## Физические свойства
Селенид плутония образует чёрные кристаллы
кубической сингонии,
пространственная группа F m3m,
параметры ячейки a = 0,57934 нм, Z = 4,
структура типа NaCl.
При повышении давления происходит два фазовых перехода: при 20 ГПа в тригональную сингонию и при 35 ГПа в кубическую сингонию, структура типа CsCl .
Не растворяется в воде.